# Albert Depreitre
Albert Depreitre (Rumbeke, 12 ottobre 1915 – Staden-Wenstrozebeke, 30 giugno 2008) è stato un ciclista su strada belga.
Corridore attivo dal 1934 al 1935, fu il secondo vincitore della Gand-Wevelgem, allora riservata alle categorie dilettantistiche. Nonostante fosse una grande promessa del ciclismo decise di ritirarsi a soli 20 anni, non ottenendo mai la licenza di professionista.

## Palmares

### Dilettanti
- Gand-Wevelgem, 1935